# Patagonomyrmex laevigatus
Patagonomyrmex laevigatus (лат.) — вид муравьёв из подсемейства Мирмицины (Myrmicinae).

## Распространение
Южная Америка, Патагония: юге Аргентины и юг Чили.

## Описание
Мелкие муравьи чёрного или коричневого цвета (длина рабочих около 5 мм), внешне похожи на Pogonomyrmex и мирмик (Myrmica). Мономорфные, длина головы рабочих от 1,11 до 1,24 мм, ширина HW от 0,97 до 1,13 мм, длина скапуса усиков SL 0,84 мм до 0,95 мм. Имеют выпуклый клипеус, недоразвитый псаммофор, гладкий верх петиоля и постпетиоля, формула щупиков 5,4. Усики рабочих и самок 12-члениковые с 4-члениковой булавой (13 у самцов и без булавы). Мандибулы с 6 зубцами. Стебелёк между грудкой и брюшком состоит из двух члеников: петиолюса и постпетиолюса (последний четко отделен от брюшка), жало развито, куколки голые (без кокона). Близкий вид Patagonomyrmex angustus отличается морщинистой спинкой груди, а Patagonomyrmex odoratus (Kusnezov, 1949) отличается рыжеватой окраской.

## Систематика
Вид был описан в 1921 году итальянским мирмекологом Ф.Санчи под первоначальным названием Pogonomyrmex laevigatus Santschi, 1921. Ранее включали в состав родов Pogonomyrmex (из бывшей его видовой группы angustus-group) и Ephebomyrmex. В 2016 году выделен в род Patagonomyrmex.
- Рабочий сверху
- Голова рабочего
- Крылатый самец сверху
- Голова самца